# Genkeltalsperre
Die Genkeltalsperre ist eine reine Trinkwassertalsperre und liegt in den Stadtgebieten von Gummersbach und Meinerzhagen. Sie wird vornehmlich gespeist durch die Flüsse Genkel und Grotmicke. Der mittlere Jahresniederschlag im Einzugsgebiet beträgt 1320 mm, der für einen jährlichen Zufluss von ca. 10 Mio. m³ sorgt. Mit dem Trinkwasser der Genkeltalsperre können die meisten Haushalte der Umgebung versorgt werden. Sie wurde 1950–53 gebaut.

## Der Damm
Der Staudamm der Genkeltalsperre besteht aus einer Steinschüttung ohne Vermörtelung. Auf der Wasserseite ist er mit einer doppelten Asphaltbetondecke wasserdicht abgedeckt. Auf der Luftseite wurde die Böschung mit Rasen- und Strauchgruppen landschaftsgerecht gestaltet. Die Höhe des Dammes beträgt 41 m über der Talsohle, seine Kronenlänge ist 200 m und die Kronenbreite beträgt 7,8 m. Der Stauinhalt beträgt 8,2 Millionen Kubikmeter.

## Naherholung
Die Genkeltalsperre bietet direkt zwei Rundwanderwege, 10 km und 14 km lang. Sie sind gut befestigt und bieten Möglichkeiten zum Radfahren, Joggen und Wandern. Außerdem ist ein reich beschilderter Lehrpfad im Jahr 2003 rund um die Genkeltalsperre angelegt worden. Damm und direkte Uferbereiche sind jedoch aus Gründen des Gewässerschutzes durch Zäune abgesperrt und unzugänglich. Baden und Zelten sind untersagt, was auch für Angeln ohne entsprechende Genehmigung gilt. Nahe dem Vorbecken der Talsperre liegt das malerische alte Rittergut Gut Listringhausen.

## Schutzgebiete
Der Nordwestzipfel der Genkeltalsperre mit dem Einlauf des Baches Genkel in den See gehört zum Naturschutzgebiet Genkel-Tal. Das Naturschutzgebiet Grotmicke geht bis zum Ufer des Nordostzipfel der Talsperre.